# 钩藤碱
钩藤碱是一种含氮有机化合物，化学式C22H28N2O4，是鉤藤屬植物，如鉤藤（Uncaria tomentosa）、嘴叶钩藤（Uncaria rhynchophylla）中提取的活性生物鹼，也存在于卡痛树（Mitragyna speciosa）的叶子中。